# Barbara Helwing
Pour les articles homonymes, voir Helwing et Helwing  (homonymie).
Barbara Helwing est une archéologue allemande, spécialiste du Proche-Orient ancien.

## Carrière
Barbara Helwing étudie la préhistoire et l'histoire antique à l'université de Heidelberg, ainsi que l'archéologie du Proche-Orient ancient et l'ethnologie. Après des fouilles dans la Rhénanie-Palatinat, dans le Bade-Wurtemberg  et en Autriche et des expéditions archéologiques organisées par l'institut archéologique allemand (DAI) à Tirynthe, elle prend part pendant un an en 1987 à des fouilles dans le cadre de l'institut de Heidelberg à Lidat Höyük et à Nevali Cori. En 1991, elle termine ses études après une maîtrise dont le sujet est Die Keramik aus den frühbronzezeitlichen Gräberfeldern von Titriş, SO-Türkei. Elle obtient son doctorat à Heidelberg en 1996 grâce à une thèse intitulée Die spätchalkolithische Keramik aus Hassek Höyük, SO-Türkei. 
Entre 1987 et 1991, elle est chercheuse à l'institut de Préhistoire et d'histoire antique de l'université de Heidelberg, puis de 1992 à 1995, elle dirige le projet Frühe Metalle in Mesopotamien, en coopération avec l'institut Max-Planck de physique nucléaire  et l'institut de Préhistoire et d'histoire antique de l'université de Heidelberg. De 1995 à 2003, Barbara Helwing en collaboration avec Engin Özgen dirige les fouilles d'Oylum Höyük, en Turquie et de 2001 à 2004 l'équipe allemande du projet commun irano-allemand du site d'Arisman. En 1997, elle est Dozentin  de l'université Bilkent d'Ankara.
En l'an 2000, elle s'oriente vers l'archéologie iranienne au sein du DAI et est nommée à la tête du bureau de Téhéran de l'institut archéologique allemand. De 2001 à 2004, elle dirige l'équipe allemande des fouilles d'Arisman, puis à Tappeh Sialk. En 2005-2006 elle dirige les fouilles de sauvetage près du lac de Sivand. Depuis 2009, elle travaille au projet interdisciplinaire Ancient Kura qui se tient en Azerbaïdjan à Kamiltepe.
Elle reçoit son habilitation universitaire en 2008 à l'Institut für die Kulturen des Alten Orients (institut des cultures de l'orient antique) de l'université de Tübingen. Elle y enseigne en tant que Privatdozentin. Elle est membre du DAI.

## Quelques publications
- Hassek Höyük II. Die spätchalkolithische Keramik. Wasmuth, Tübingen, 2002,  (ISBN 3-8030-1766-1) (Istanbuler Forschungen, vol. 45).
- En collaboration avec Harald Hauptmann, Joachim Lutz, Uwe Müller, Michael Müller-Karpe et Ernst Pernicka: Die Metallindustrie in Mesopotamien bis zum Zweiten Jahrtausend v. Chr. Leidorf, Rahden, 2004,  (ISBN 3-89646-633-X) (Orient-Archäologie, vol. 3).
- Elle est éditrice avec Abdolrasool Vatandoust et Hermann Parzinger de l'ouvrage (en) Early mining and metallurgy on the Western Central Iranian Plateau. The first five years of work,  Zabern, Mayence et Darmstadt 2011,  (ISBN 978-3-8053-4342-8) (Archäologie in Iran und Turan, vol. 9)
- Elle est éditrice avec Patricia Rahemipour du catalogue: Teheran 50. Ein halbes Jahrhundert deutsche Archäologen in Iran, catalogue de l'exposition de l'institut archéologique allemand qui s'est tenue au musée d'art islamique de Berlin au Pergamionmuseum, du 2 décembre 2011 au 4 mars 2012, pour le cinquantenaire de l 'ouverture du bureau de Téhéran du DAI. Zabern, Mayence et Darmstadt, 2011,  (ISBN 978-3-8053-4506-4) (Archäologie in Iran und Turan, vol. 11)

## Source
- (de) Cet article est partiellement ou en totalité issu de l’article de Wikipédia en allemand intitulé « Barbara Helwing » (voir la liste des auteurs).